# استفان آفریفا
استفان آفریفا (انگلیسی: Stephen Afrifa؛ زادهٔ ۱۹ فوریهٔ ۲۰۰۱) بازیکن فوتبال اهل کانادا است که در پست مهاجم برای باشگاه فوتبال اسپورتینگ کانزاس‌سیتی در لیگ برتر فوتبال ایالات متحده آمریکا بازی می‌کند.
وی در تیم ملی فوتبال کانادا بازی کرده است.